# 岡林信康コンサート
『岡林信康コンサート』（おかばやしのぶやすコンサート）は、岡林信康が1971年2月にURCから発売したライブ・アルバム。

## 解説
1970年12月1日に神田共立講堂で行われた岡林信康のコンサートの模様を収録している。
ゲスト参加した高田渡や加川良に、当時バックバンドをつとめていたはっぴいえんどの曲も収録している。
2008年、デジタル・リマスタリングによるCD化にて、37年ぶりに再発売された。

## 収録曲

### Side 1
1. 1970年12月暮  –  (5:24)
  - 後に「ゆきどまりのどっちらけ」のタイトルでスタジオ録音され、アルバム『岡林信康アルバム第3集 俺ら いちぬけた』に収録された[注釈 1]。
2. 山谷ブルース  –  (4:45)
3. チューリップのアップリケ  –  (4:51)
4. お父帰れや  –  (4:26)
5. 生活の柄（高田渡）  –  (4:07)

### Side 2
1. 教訓1（加川良）  –  (3:36)
2. おなじみの短い手紙（高田渡）  –  (2:25)
3. 手紙  –  (9:20)
4. 流れ者  –  (4:58)
5. 性と文化の革命  –  (4:44)

### Side 3
1. それで自由になったのかい  –  (7:32)
2. かくれんぼ（はっぴいえんど）  –  (5:43)
3. はいからはくち（はっぴいえんど）  –  (2:39)
4. おまわりさんに捧げる唄  –  (8:10)
5. 君を待っている  –  (4:14)

### Side 4
1. だからここに来た  –  (4:55)
2. 自由への長い旅  –  (5:22)
3. 私たちの望むものは  –  (9:45)
4. 今日をこえて  –  (6:58)

## 発売履歴
| 発売日         | レーベル               | 規格 | 規格品番     | 備考                                           |
| -------------- | ---------------------- | ---- | ------------ | ---------------------------------------------- |
| 1971年2月      | URC                    | LP   | URL-1016~7   |                                                |
| 1974年         | URC / エレックレコード | LP   | URL-1016~7   |                                                |
| 1976年         | URC                    | LP   | UX-6003-4    |                                                |
| 1981年         | URC / SMS Records      | LP   | SM36-4146~47 | 闇愚等音盤倶楽部傑作選-38。                    |
| 2008年10月24日 | FUJI                   | CD   | FJ-1006      | 紙ジャケット仕様、2008年デジタルリマスター盤。 |
| 2013年3月20日  | FUJI                   | CD   | ONL-1006     |                                                |

## 岡林信康ライブ With はっぴいえんど

### 解説
曲数を半分ほどに減らし、タイトルを変えて、規格品番：SM22-4009で発売。

### 収録曲

#### Side A
1. それで自由になったのかい
2. かくれんぼ（はっぴいえんど）
3. はいからはくち（はっぴいえんど）
4. 性と文化の革命
5. 君を待っている

#### Side B
1. だからここに来た
2. 自由への長い旅
3. 私たちの望むものは
4. 今日をこえて